# Kopfsteuer

Konstanter Steuerbetrag unabhängig vom Einkommen (allgemeines Beispiel)

Grenzsteuersatz ist gleich Null (allgemeines Beispiel)

Regressiver Tarifverlauf des Durchschnittsteuersatzes (allgemeines Beispiel)

Die Kopfsteuer ist in der Finanzwissenschaft und in der Steuerlehre eine Steuergruppe und Personensteuer, die jeder Bürger unabhängig von seiner finanziellen Leistungsfähigkeit mit demselben feststehenden Steuerbetrag zu entrichten hat.

## Allgemeines
Die Steuererhebung ist für den Steuergläubiger einfach, weil der feste Steuerbetrag von jedem Bürger zu entrichten ist, ohne dass dessen persönliche finanzielle Verhältnisse (wie Einkommen, Vermögen, Familienstand usw.) berücksichtigt werden. Die Kopfsteuer ist die einzige Steuer ohne Zusatzlast (englisch excess burden). Die Kopfsteuer besaß eine große geschichtliche Bedeutung, wird heute jedoch selten erhoben.

## Geschichte

### Römisches Reich
Bereits Lucius Licinius Lucullus – der besondere Berühmtheit wegen seiner grandiosen „lukullischen“ Gastmähler erlangte – führte 84 vor Christus nach dem Ersten Mithridatischen Krieg in der Provinz Asia eine Kopfsteuer (lateinisch tributum capitis, capitatio) ein. Als der spätere Kaiser Augustus im Jahre 30 v. u. Z. nach der Schlacht bei Actium das ptolemäische Ägypten zufiel, existierte dort eine von jedem Einwohner Ägyptens zu zahlende Kopfsteuer, die Augustus später auch im Römischen Reich übernahm. Auch die 70 nach Christus eingeführte Judensteuer (lateinisch Fiscus Judaicus) war als Kopfsteuer ausgelegt. Um 410 gab es zunächst zwei Steuerarten, die Grundsteuer (lateinisch tributum soli) für Grundbesitz und die Kopfsteuer für alle. Bis zur Constitutio Antoniniana durch Kaiser Caracalla im Jahre 212 waren römische Bürger hiervon ausgenommen.

### China
Zur Zeit der Fünf Dynastien und Zehn Reiche in China (907–960) gab es eine in Geld zahlbare Kopfsteuer, die 1011 abgeschafft wurde. Nach der Abschaffung gab es in Quanzhou, Zhangzhou und Xinghua eine in Reis zu entrichtende Kopfsteuer.

### England
In England wurde die Kopfsteuer (englisch lump sum tax, poll tax) im November 1380 durch Richard II. eingeführt, um den Hundertjährigen Krieg gegen Frankreich finanzieren zu können. Die Einführung der Kopfsteuer löste den Bauernaufstand von 1381 in England aus.

### Deutschland
Im Spätmittelalter erhoben ab 1489 auch viele deutsche Städte den so genannten Schoss, eine direkte Steuer. Sie kam unter anderem in Goslar, Hildesheim, Köln, Lübeck, Quedlinburg oder Stendal in der Form des „Vorschosses“ als Kopfsteuer vor, während es sich beim „Nachschoss“ um eine proportionale Vermögensteuer handelte.

### Frankreich
Im Ancien Régime Frankreichs wurde eine Kopfsteuer (französisch capitation) am 18. Januar 1695 von Ludwig XIV. („Sonnenkönig“) erlassen und sollte die vorangegangene wirtschaftliche Krise Frankreichs beenden sowie die Finanzierung des Pfälzischen Erbfolgekrieges ermöglichen. Die Capitation war vor allem eine Reaktion auf die gesunkenen Einnahmen durch die Taille. Die Bedeutung dieser war bis zum Ende des 17. Jahrhunderts durch zahlreiche Ausnahmen stark gesunken. Der Klerus wurde nicht erfasst, musste aber eine Ausgleichszahlung von 4 Millionen Livres im Jahr leisten. Auch die ärmsten Bevölkerungsschichten, die weniger als 40 Sous Taille zahlten, blieben von der Capitation ausgenommen. Die gesamte französische Bevölkerung wurde in 22 Steuerklassen eingeteilt. In der höchsten Klasse mussten 2.000 Livres pro Jahr, in der niedrigsten Klasse 1 Livre gezahlt werden.
Die Steuer war ursprünglich nur als Kriegssteuer gedacht und wurde nach dem Frieden von Rijswijk zunächst aufgehoben. Schon 1702 wurde die Capitation für den Spanischen Erbfolgekrieg wieder eingeführt. Statt der zentralen Erfassung trieben die Gemeinden die Steuer bei ihren Einwohnern ein. Das führte dazu, dass der Adel und einige hochstehende Bürgerliche sich weitgehend ihrer Zahlungspflicht entzogen. Dem reichen Hochadel am Hof zu Versailles dürfte dies jedoch weitestgehend nicht gelungen sein, da er sich im unmittelbaren Zugriffsbereich der königlichen Verwaltung befand. Nach dem Ende des Spanischen Erbfolgekrieges 1714 blieb die Capitation bestehen. 1705 und 1747 wurde sie jeweils um 2 Sous je gezahltem Livre erhöht und 1760 für diejenigen verdoppelt, die nicht außerdem der Taille unterworfen waren. Dennoch war die anteilsmäßige Belastung für die Taille-Zahler deutlich höher als für die von der Taille befreiten Franzosen. 1789 entrichteten Taillepflichtige im Schnitt eine Capitation von einem Elftel ihres Einkommens, Taille-Befreite ein Neunzigstel. Insgesamt wurde in diesem Jahr eine Capitation von mehr als 41 Millionen Livres erhoben.

### Russland
In Russland wurde die Kopfsteuer (russisch подушная подать podušnaja podat', „Seelensteuer“) im Rahmen einer Steuerreform 1724 eingeführt und erreichte binnen kurzer Zeit 53 % der Staatseinnahmen. Der russische Innenminister Nikolai Pawlowitsch Ignatjew verfügte 1881 die Abschaffung der Kopfsteuer, die im Januar 1887 vollendet werden konnte.

### Tschechien
Von der 1724 in Böhmen eingeführten Kopfsteuer waren Adel und Klerus ausgenommen, seit 1775 auch die Kaufleute, ab Januar 1863 wurde sie nur noch auf dem Lande erhoben. Mit der Kopfsteuer sollte der Steuerflucht begegnet werden.
In Deutschland begannen inzwischen immer mehr Städte und Länder mit der Abschaffung der Kopfsteuer. Sie bestand um 1829 lediglich noch in Schleswig und Holstein. In Deutschland und Österreich galt die Judensteuer noch bis 1848, als auch alle Kopfsteuern abgeschafft wurden.

### USA
Die Verfassung der Vereinigten Staaten von Amerika verbietet die Erhebung direkter Steuern durch die Bundesregierung. Als Reaktion auf den 15. Verfassungszusatz von 1870, der allen Bürgern unabhängig von ihrer Hautfarbe das Wahlrecht garantierte, machten zahlreiche Südstaaten die Zahlung einer Kopfsteuer zur Voraussetzung zur Teilnahme an der Wahl. Ausgenommen waren all jene, deren Vorfahren bereits gewählt hatten. Auf diese Weise wurden die meisten Nicht-Weißen weiterhin von der Wahl ausgeschlossen. Erst 1964 wurde diese Praxis mit dem 24. Zusatz zur Verfassung untersagt.

### Großbritannien
Premierministerin Margaret Thatcher führte 1989 in Großbritannien eine neue Kopfsteuer (englisch community charge) – besser bekannt als englisch poll tax – ein, die eine Ermäßigung für besonders einkommensschwache Bürger vorsah. Jedoch weigerten sich 18 Millionen Briten, die Steuer zu bezahlen. Die Proteste gipfelten am 31. März 1990 in einer Demonstration mit rund 70.000 Teilnehmern in London, wobei es auch zu gewalttätigen Ausschreitungen kam. Letztlich war die community charge ausschlaggebend für die Krise und den Rücktritt der Regierung Thatcher. Die community charge wurde schließlich unter dem neuen Premierminister John Major im März 1991 abgeschafft.

## Vorteile und Nachteile

### Vorteile
Zu den wichtigsten Vorteilen der Kopfsteuer zählt neben der Einfachheit in der Ermittlung (und somit dem geringen bürokratischen Aufwand) die ökonomische Effizienz. Befürworter einer solchen Steuer sind der Meinung, sie würde die Volkswirtschaft begünstigen, da nur mit einem fixen Steuerbetrag wirtschaftliche Aktivität nicht steuerlich „bestraft“ würde. Zudem führen sie an, sie sei auch gerecht, weil – analog zu einem Mitgliedsbeitrag in Vereinen – jede Person nur so viel bezahlte, wie sie im Durchschnitt auch an Staatsleistungen zurückerhalte.
Auf kommunaler Ebene vermeidet die Kopfsteuer Ungleichheiten zwischen Gemeinden (Steuerwettbewerb); sie vermeidet, dass Kommunen mit weniger wohlhabenden Einwohnern selbst mit einem höheren Steuersatz weniger Einnahmen pro Kopf erwirtschaften und damit eine schlechtere öffentliche Daseinsfürsorge bereitstellen können bzw. umgekehrt. Dieser Umstand war für die Einführung der Poll Tax durch Margaret Thatcher in Großbritannien maßgeblich, die selbst aus einem weniger wohlhabenden Ort stammte. Wenn die Kommunalfinanzen vom Einkommensniveau der Bewohner unabhängig sind, werden nach Auffassung der Befürworter kommunale Entscheidungen vermieden, die die Ansiedlung wohlhabender Bürger und damit diese Bevölkerungsgruppe begünstigen, z. B. eine Bevorzugung mittelschicht-typischer Einfamilienhausstrukturen in der Bebauungsplanung.

### Nachteile
Eine Kopfsteuer ermöglicht keine Besteuerung nach der Leistungsfähigkeit, weswegen sie als sozial ungerecht kritisiert wird. Bei einem auf der Kopfsteuer beruhenden Steuersystem würden die Bezieher kleiner und mittlerer Einkommen relativ zu ihrem Einkommen eine höhere Steuerlast aufweisen als die Bezieher hoher Einkommen.
Beträgt die Kopfsteuer zum Beispiel 1 Geldeinheit (GE), so muss eine Person, die ein Jahreseinkommen von 2 GE aufweist, 50 % des jährlichen Einkommens an Steuern abliefern und behält nur 1 GE für Konsum und Sparen zurück. Eine Person mit einem Jahreseinkommen von 100 GE muss dagegen lediglich 1 % des Einkommens abliefern und behält 99 GE zurück.
Eine Kopfsteuer ist somit in hohem Ausmaß regressiv, im Gegensatz zu einem linearen Steuertarif mit vom Einkommen unabhängiger prozentualer Steuerquote oder einem progressiven Steuertarif mit einer höheren prozentualen Steuerquote für höhere Einkommen (vgl. Einkommensteuer).
Durch den größeren Anteil von kleinen und mittleren Einkommen an der Gesamtzahl der Steuerpflichtigen würde die Hauptlast des Steueraufkommens von diesen Schichten getragen werden. Aus diesem Grund gilt die Kopfsteuer in Demokratien als kaum durchsetzbar und findet in modernen Steuersystemen kaum Anwendung.
In diesem Zusammenhang ist von Bedeutung, dass der Begriff „Gerechtigkeit“ vor allem auf distributive Aspekte (Einkommensverteilung) abzielt. Aus allokativer Sicht stellt die Kopfsteuer unter besonderen Annahmen die einzige Steuer dar, auf deren Einhebung die Wirtschaftssubjekte nicht durch Steuerabwehr reagieren können. Deshalb sind die Auswirkungen auf die allokative Effizienz bei dieser Steuer am geringsten, nämlich null. Das bedeutet, dass diese Steuer keinerlei Einfluss auf individuelle Präferenzen in Bezug auf die Kaufentscheidung zwischen verschiedenen Gütern oder Dienstleistungen hat. Ebenso bleiben zeitliche Präferenzen – Konsum heute gegenüber dem Konsum morgen – sowie Aspekte betreffend der Aufteilung von Freizeit und Arbeitszeit außer Betracht. In einer Welt, in der die Individuen homogen sind, gleich viel arbeiten und gleich viel verdienen, wäre die Kopfsteuer die effizienteste und gerechteste Art der Besteuerung überhaupt.
Die Behauptung, dass die Kopfsteuer ökonomisch effizient und sogar Best Case sei, basiert auf der Annahme vollständiger Information des Staates (in Bezug auf die Arbeits-Freizeit-Entscheidungen der Individuen) oder der Verwendung einer schwach separablen Nutzenfunktion. In letzterem Fall wird die Arbeits-Freizeit-Entscheidung des Individuums nicht von der Konsumentscheidung beeinflusst – daher sollten die Güterpreise unverzerrt bleiben. Genau das leisten zu einheitlichen Gütersteuern analytisch äquivalente Kopf- und Pauschalsteuern. Unter realistischeren Annahmen ist die ökonomische Effizienz jedoch anzuzweifeln, da die Entscheidungen über das Arbeitsangebot von Interdependenzen zwischen Freizeit und Konsumgütern (Substitut, Komplement) abhängen. Tatsächlich effizient sind laut Stefan Homburg im Allgemeinen daher optimal verzerrende, nicht aber verzerrungsfreie Güter-, Pauschal- oder Kopfsteuern.

## International
In zwei Schweizer Kantonen werden „Personalsteuer“ genannte Kopfsteuern erhoben. Im Kanton Zürich beträgt die Personalsteuer 24 Schweizer Franken (§ 200 des Zürcher Steuergesetzes). Im Kanton Luzern beträgt die Personalsteuer 50 Schweizer Franken. Im Kanton Freiburg wurde der entsprechende Art. 14 des Gesetzes über die Gemeindesteuer per 1. Januar 2009 aufgehoben.
Im traditionellen islamischen Recht ist die Dschizya (deutsch „Kopfsteuer, Tribut“) eine Kopfsteuer, die nicht-muslimische Schutzbefohlene (Dhimmis) zu entrichten haben. So hatte in der syrischen Hauptstadt Damaskus die christliche Bevölkerung im Mittelalter um 650 eine Dschizya zu entrichten (Siehe auch Rechtsstellung von Dhimmis in der Scharia).

## Wirtschaftliche Aspekte
Im Gegensatz zu den meisten Steuerarten ist die Kopfsteuer leicht zu erheben, weil der Steuergläubiger beim Steuerschuldner keine Veranlagung durchführen muss. Sie ist deshalb mit geringen Verwaltungskosten verbunden. Da es sich bei der Kopfsteuer um eine Flat Tax handelt, ist der Grenzsteuersatz „Null“. Allerdings werden von einer einheitlichen Kopfsteuer die einkommensstarken Steuerschuldner begünstigt, weil der Steuerbetrag im Verhältnis zum Einkommen relativ gering ist. Dagegen ist die Steuerlast und die Steuerquote für einkommensschwache Bürger wesentlich höher.
Der deutsche Rundfunkbeitrag ist steuertechnisch de facto eine Kopfsteuer und wird nicht vom Staat als Steuergläubiger erhoben, sondern von der ARD ZDF Deutschlandradio Beitragsservice als Gläubiger. Er stellt nicht auf den Besitz von Rundfunkgeräten, sondern auf Wohnungen, Betriebsstätten und Kraftfahrzeuge ab – unabhängig von Einkommen und Nutzungsgewohnheiten. Auch wer kein Gerät besitzt, ist demnach zahlungspflichtig. Das Bundesverfassungsgericht (BVerfG) hielt im Juli 2018 den Rundfunkbeitrag auf der Grundlage des Rundfunkbeitragsstaatsvertrags für verfassungsgemäß. Beim Rundfunkbeitrag in der dem BVerfG zur Prüfung gestellten Ausgestaltung handelt es sich finanzverfassungsrechtlich um eine nicht-steuerliche Abgabe und nicht etwa um eine Steuer, die anderen Anforderungen an ihre formelle Verfassungsmäßigkeit, vor allem Art. 105 GG, unterläge. Beiträge und Gebühren werden demgegenüber als Vorzugslasten bezeichnet und fallen mit weiteren Abgaben in die Kategorie der nicht-steuerlichen Abgaben.